# Полищук, Николай Ефремович
Николай Ефремович Полищук (укр. Поліщук Микола Єфремович; род. 2 мая 1944, Липятин, Винницкая область) — народный депутат Украины 4-го созыва, бывший Министр здравоохранения Украины, доктор медицинских наук (1986), профессор (1991), член-корреспондент АМНУ (травматология, апрель 1997).

## Биография
Украинец; отец Ефрем Моисеевич (1911—1963) и мать Елизавета Васильевна (1917—1999) — крестьяне; жена Людмила Леонидовна (1950) — пенсионерка; дочь Оксана (1974) — врач Киевской национальной медицинской академии последипломного образования имени П. Шупика; сын Максим (1976) — экономист, предприниматель; сын Владимир (1980) — экономист, ассистент Киевского национального экономического университета.
Образование: Ужгородский государственный университет, медицинский факультет (1969), врач; докторская диссертация «Ушибы головного мозга у лиц разного возраста».
- 1961—1963 — учитель математики Липятинской 8-летней школы.
- 1963—1969 — студент Ужгородского государственного университета.
- 1966—1969 — медбрат неврологического отделения Ужгородской областной больницы.
- 1969—1970 — врач-анестезиолог Великоберезнянской райбольницы Закарпатской области.
- 1970—1972 — клинический ординатор, 1972—1974 — аспирант Киевского НИИ хирургии.
- 1974 — врач-нейрохирург Киевского НИИ нейрохирургии.
- 1974—1983 — ассистент кафедры нейрохирургии Киевского института усовершенствования врачей.
- 1983—1992 — старший научный сотрудник Киевского НИИ нейрохирургии.
- 1992—1995 — директор клиники неотложной нейрохирургии, заместитель генерального директора Научно-практического объединения скорой медицинской помощи и медицины катастроф.
- С июля 1993 — заведующий кафедрой нейрохирургии Киевской медицинской академии последипломного образования имени П.Шупика.

Народный депутат Украины 4-го созыва с апреля 2002 до июля 2005, избирательном округ № 214, м. Киев, выдвинут Блоком Виктора Ющенко «Наша Украина». «За» 15,29 %, 26 соперников. На время выборов: заведующий кафедры нейрохирургии Киевской медицинской академии последипломного образования имени П. Шупика, член ПРП. Член фракции «Наша Украина» (с мая 2002). Председатель Комитета по вопросам охраны здоровья, материнства и детства (с июня 2002). Сложил депутатские полномочия 7 июля 2005.
4 февраля — 27 сентября 2005 — Министр здравоохранения Украины в первом правительстве Юлии Тимошенко.
Март 2006 — кандидат в народные депутаты Украины от Блока «Наша Украина», № 100 в списке. На время выборов: заведующий кафедрой нейрохирургии Киевской медицинской академии последипломного образования, член НСНУ.
Сентябрь 2006 — январь 2007 — советник Президента Украины.
Главный нейрохирург УОЗ г. Киев (1985).
Председатель филиала нейрохирургов г. Киев (1985).
Председатель комиссии по подготовке нейрохирургов Украинской ассоциации нейрохирургов.
Президент Всеукраинской общественной ассоциации борьбы с инсультами.
Главный редактор журнала «Сосудистые заболевания головного мозга».
Заведующий кафедрой Киевской национальной медицинской академии последипломного образования имени П.Шупика, заведующий кафедрой нейрохирургии (с июля 1993); советник Президента Украины (январь 2008 — март 2010); член Совета НСНУ (с июля 2005); председатель Национального совета по вопросам здравоохранения населения Украины (с февраля 2007).
- Заслуженный деятель науки и техники Украины (1994)[4].
- Орден князя Ярослава Мудрого V ст. (май 2004)[5].
- Орден «За заслуги» III ст. (29 октября 2008)[6]
- Ордена Святого Владимира.
- Орден Нестора Летописца.
- Почётный гражданин города Киева (2004).

Государственный служащий 1-го ранга (октябрь 2006). Почетный профессор Тернопольского государственного медицинского университета имени И. Я. Горбачевского
Автор (соавтор) около 400 научных работ, включая 20 монографий, 20 изобретений. Разработал и подготовил к принятию более 50 законопроектов. Подготовил около 40 кандидатов и 2 докторов наук.